# Terje Wibe
Terje Wibe (1947) is een Noors schaker, die het spel al op jonge leeftijd leerde en in 1965 juniorenkampioen werd.
Hij is internationaal meester FIDE.
In 1971 was hij kampioen van Noorwegen. Hij speelde vijf keer mee in de Schaakolympiade. In 1977 begon hij met correspondentieschaak en werd vijfmaal kampioen van Noorwegen, tw in 1978, 1980, 1981, 1983, en 1990.
In 1982 werd hij meester ICCF en in 1994 grootmeester ICCF. Hij speelde mee in het grote jubileumtoernooi van de NBC, dat gespeeld werd van 1991 tot 1994. Hij eindigde op de 5e plaats na Gert Timmerman, Joop van Oosterom, Achim Soltau en Ove Ekebjærg